# Lütt Matten und die weiße Muschel (Film)
Lütt Matten und die weiße Muschel ist ein deutscher Kinderfilm der DEFA von Herrmann Zschoche aus dem Jahr 1964. Er beruht auf dem gleichnamigen Kinderbuch von Benno Pludra, der auch am Drehbuch beteiligt war.

## Handlung
Der junge Lütt Matten hat sich auf den Morgen gefreut, an dem sein Vater ihm eigentlich Sachen für eine eigene Reuse geben wollte. Der Vater jedoch begibt sich wie immer mit seinen Männern zum Fischen aufs Meer hinaus. Lütt Matten, der nicht locker lässt, darf sich schließlich selbst die Teile für die Reuse zusammensuchen. Er baut sie, da er keine Hilfe hat und auch sein Freund Kaule ihn wegen Aussichtslosigkeit des Unterfangens im Stich lässt, nach Gutdünken. Nur das Mädchen Mariken hilft ihm beim Spannen der Fischnetze. Ein Fang bleibt jedoch aus. Bald wird Lütt Matten für sein fehlendes Anglerglück von den Dorfkindern ausgelacht. Sein Vater wiederum findet nicht einmal Zeit, sich die Reuse anzusehen.
Lütt Matten erfährt von Mariken von der sagenumwobenen weißen Muschel. Die soll einst im Meer versenkt worden sein und den Fischern seither die Fische herbeisingen. Zusammen mit Mariken will Lütt Matten die weiße Muschel finden und so endlich Fische fangen. Trotz intensiver Suche finden die beiden Kinder jedoch die Muschel nicht. In der Truhe des „Großvaddings“ liegt jedoch eine große weiße Muschel. Lütt Matten nimmt sie an sich und versenkt sie mit Wünschen um Anglerglück neben seiner Reuse. Tatsächlich hat sich am nächsten Tag eine Plötze in der Reuse verfangen. Die Kinder des Dorfes staunen, Lütt Mattens Vater jedoch erklärt seinem Sohn, dass die Plötze nur in die Reuse gesetzt worden sein kann, da die Reuse selbst unmöglich Fische fangen kann. Am Ende gibt Mariken zu, die Plötze in die Reuse gesetzt zu haben, um Lütt Matten aufzumuntern.
Lütt Matten glaubt, einfach nicht die richtige weiße Muschel gefunden zu haben. In der Nacht fährt er allein auf den Bodden hinaus, um die richtige Muschel zu finden. Er verirrt sich in der Nacht; am Ende verfängt sich sein Boot in den Reusen der Fischer auf dem Meer. Dort findet ihn schließlich sein Vater, der sich, alarmiert von Mariken, mit anderen Fischern auf die Suche nach Lütt Matten gemacht hatte. Am nächsten Morgen reißt Lütt Matten enttäuscht seine Reuse nieder. Sein Vater, der sich nun endlich die Zeit genommen hat, die Reuse anzusehen, macht seinem Sohn den Vorschlag, eine richtige Reuse auf See zu bauen. Lütt Matten zeigt sich skeptisch, habe sein Vater doch schon viel versprochen, jedoch nie gehalten. Der Vater erkennt, dass er seinen Sohn oft enttäuscht hat. Sofort geht er ans Werk und sucht die Teile für eine neue Reuse zusammen. Mit den Kindern fährt er auf See und baut die Reuse, die am nächsten Tag bereits zahlreiche Aale gefangen hat.

## Produktion
Lütt Matten und die weiße Muschel wurde 1963 auf der Insel Hiddensee gedreht. Der Film erlebte am 26. Januar 1964 im Berliner Kosmos seine Premiere. Am 26. Februar 1975 lief er auf DFF 1 erstmals im Fernsehen und wurde am 21. August 1983 zudem erstmals in der BRD im Fernsehen gezeigt.
Es war nach Das Märchenschloß und Die Igelfreundschaft der dritte Kinderfilm, den Herrmann Zschoche drehte. Der Darsteller des Lütt Matten, Lutz Bosselmann, hatte zuvor bereits in Das Märchenschloß die Hauptrolle übernommen.

## Synchronisation
Lutz Bosselmann wurde von Michael Herbst synchronisiert. Günther Kollwitz synchronisierte den Kaule-Darsteller Joachim Krause. Sprecher des Films ist Günther Haack.

## Kritik
Die zeitgenössische Kritik der DDR sah den Film differenziert. Er sei ein „poesievoller, aber auch recht anspruchsvoller Kinderfilm, dessen Feinheiten sich vielen Kindern verschließen, weil sie psychologisch zu sehr von Wissen des Erwachsenen geprägt sind.“
Andere Kritiker empfanden den Film als „poetisch, liebenswert und kindgemäß“, „beispielhaft [sei] die Einbeziehung der Landschaft in das Geschehen, lobenswert die schauspielerischen Leistungen“. Zwar gäbe es „stimmungsvolle Landschaft, Meereswellen und Vogelflug statt einer fesselnden Handlung“, doch „kann dieses stille Abenteuer [Sechs- bis Achtjährige] ebenso in seinen Bann ziehen wie Erwachsene, die der turbulenten Welt […] für 80 Minuten entschlüpfen möchten“.
Für den film-dienst war Lütt Matten und die weiße Muschel ein „abenteuerlicher Kinderfilm mit pädagogischer Note.“